# عبدالرحمان دیارا
عبدالرحمان دیارا (انگلیسی: Abderrahmane Diarra؛ زادهٔ ۹ ژوئیهٔ ۱۹۸۸) بازیکن فوتبال اهل بورکینافاسو است.
از باشگاه‌هایی که در آن بازی کرده است می‌توان به باشگاه فوتبال بیرامار و باشگاه فوتبال پاسوژ د فریرا اشاره کرد.
وی همچنین در تیم‌های ملی فوتبال زیر ۲۳ سال بورکینافاسو و بورکینافاسو بازی کرده است.